# Joyce Vincent
Joyce Carol Vincent (19 de octubre de 1965-h. diciembre de 2003) fue una mujer británica cuya muerte pasó desapercibida durante más de dos años mientras su cadáver yacía sin ser descubierto en su dormitorio del norte de Londres. Antes de su muerte, Vincent había cortado casi todo contacto con quienes la conocían. Ella renunció a su trabajo en 2001 y se mudó a un refugio para víctimas de violencia doméstica. Casi al mismo tiempo, comenzó a reducir el contacto con amigos y familiares. Murió en su habitación alrededor de diciembre de 2003 sin que ni familiares, compañeros de trabajo ni vecinos se dieran cuenta. Sus restos fueron descubiertos el 29 de enero de 2006, y se cree que la causa de la muerte fue un ataque de asma o complicaciones de una úlcera péptica reciente.
Su vida y su muerte fueron el tema de Dreams of a Life, una película de docudrama de 2011. La película y la vida de Vincent inspiraron el álbum Hand. Cannot. Erase. del músico Steven Wilson así como el nombre y primer sencillo de la banda Miss Vincent, titulado No One Knew. En 2017, el poeta Joel Sadler-Puckering incluyó un poema sobre Vincent en su colección, I Know Why the Gay Man Dances. El poema utiliza detalles sobre Vincent que se compartieron en el documental Dreams of a Life.

## Vida
Joyce Vincent nació en Hammersmith el 19 de octubre de 1965. Sus padres habían inmigrado desde Granada a Londres; su padre Lawrence fue un carpintero con ascendencia africana y su madre Lyris era de ascendencia India. Su madre murió tras una operación cuando Vincent tenía once años y sus cuatro hermanas mayores se responsabilizaron de su crianza. Tenía una relación forzada con su emocionalmente distante padre, a quien ella dio por muerto en 2001 (en realidad viviría hasta el 2004). Asistió a la escuela Melcombe y a la escuela para niñas Fulham Gilliant, y abandonó los estudios a los dieciséis sin el Certificado General de Educación Secundaria.
En 1985, Vincent comenzó a trabajar como secretaria en Ocl en La ciudad de Londres. Luego trabajó en C.Itoh y Law Debenture antes de unirse a Ernst & Young. Trabajó en el departamento de tesorería de Ernst & Young por 4 años, pero renunció en marzo de 2001 por motivos desconocidos.
Poco después, Vincent pasó algún tiempo en un refugio de abuso doméstico en Haringey y trabajó en la limpieza en un hotel económico En este período, se distanció de su familia. Una fuente involucrada en la investigación dijo: «Ella se separó de su familia pero no había ninguna pelea. Realmente son una buena familia. Comprendemos que ella estaba en una relación y que hay una historia de violencia doméstica». Se ha especulado que le daba vergüenza ser víctima de abuso doméstico o que no quería ser localizada por su abusador.
Como era víctima de violencia doméstica, Vincent se mudó a su habitación-departamento encima del centro comercial "Wood Green" en febrero de 2003. El departamento era propiedad de "Metropolitan Housing Trust" y se usaba como hogar para víctimas de abuso. En noviembre de 2003, después de vomitar sangre, fue hospitalizada por dos días debido a una úlcera péptica, y registró a su gerente de banco como su pariente más cercano.

## Muerte
Vincent murió de causas desconocidas en diciembre de 2003. Padecía asma, y un ataque de asma o complicaciones circundantes a su reciente úlcera péptica, han sido sugeridas como sus posibles causas de muerte. Sus restos fueron descritos como "casi esquéleticos" de acuerdo a su patólogo, y estaba tendida boca arriba, al lado de una bolsa de compras, rodeada de regalos para Navidad que ella había envuelto pero nunca enviado. No se sabe para quién eran los regalos, y el reporte de la policía en cuanto al caso ha sido dispuesto.
Los vecinos habían asumido que el apartamento estaba desocupado, y el olor a descomposición se atribuía a cercanos contenedores de basura. Las ventanas del apartamento no permitían ver directamente la habitación. Drogadictos frecuentaban el área, lo que puede explicar por qué nadie cuestionaba el ruido constante de la televisión encendida. La mitad de su alquiler estaba siendo pagada automáticamente a "Metropolitan Housing Trust" por las agencias de beneficencia, llevando a la policía a creer que ella aún vivía. Sin embargo, más de dos años de renta sin pagar acumulada (£2400), llevó a oficiales a decidir embargar la propiedad. Su cadáver fue encontrado el 25 de enero de 2006 cuando los agentes judiciales intervinieron en el lugar. El televisor y la calefacción aún funcionaban debido al pago automático en débito y condonación.
"Metropolitan Housing Trust" dijo que debido a que las agencias de beneficencia cubrieron los costos de renta por un período después de la muerte de Vincent, los atrasos no se habían advertido hasta mucho después. "Metropolitan Housing Trust" dijo que ninguna preocupación creció por parte de los vecinos o visitantes en ningún momento durante los dos años entre la muerte y el descubrimiento del cuerpo.
El cuerpo de Vincent estaba muy descompuesto como para dirigir una autopsia, y tuvo que ser identificada por su registro dental. La policía decidió que fue muerte por causa natural ya que no había nada para sugerir asesinato: La puerta del frente tenía doble seguro y no había señal de que alguien hubiese entrado. Al momento de su muerte ella tenía novio, pero la policía no pudo localizarlo. Sus hermanas habían contratado un detective privado para buscarla y contactaron al Ejército de Salvación, pero estos intentos fueron inútiles. El detective encontró la casa donde Vincent vivía, y la familia le escribió cartas. Pero como para ese momento ya estaba muerta, no recibieron respuesta, y la familia asumió que había roto lazos con ellos de manera deliberada.

El "Glasgow Herald" reportó, 
Sus amigos la veían como alguien que huía ante la señal de problemas, que se marchaba de empleos si tenía un conflicto con un colega, y que se mudaba de un apartamento a otro por todas partes de Londres. No le contestaba el teléfono a sus hermanas y no parecía tener su propio círculo de amigos, en su lugar confiaba en la compañía de relativos extraños que venían con la etiqueta de un nuevo novio, un colega, o un compañero de cuarto.

## Película
Una película sobre Joyce, Dreams of a Life, escrita y dirigida por Carol Morley, con Zawe Ashton haciendo a Joyce, fue estrenada en 2011. Morley averiguó el paradero y entrevistó a gente que conoció a Joyce. Describieron una hermosa, inteligente y sociable mujer, que asumían estaba afuera en algún lugar teniendo una mejor vida que la de ellos". Durante su vida, conoció a figuras tales como Nelson Mandela, Ben E. King, Gil Scott-Heron, y Betty Wright, y también cenó con Stevie Wonder.

## Música
El músico de rock progresivo británico Steven Wilson lanzó en el 2015 un aclamado álbum inspirado en la vida de Joyce Vincent bajo el nombre de Hand. Cannot. Erase.